# Örjan Lüning
Örjan Lüning, född 30 maj 1919 i Stockholm, död 24 september 1995 i Stockholm, var en svensk arkitekt.

## Biografi
Lüning, som var son till tandläkare Bertil Lüning och konstnär Julia Boström, avlade studentexamen 1938, utexaminerades från Kungliga Tekniska högskolan 1944 och bedrev universitetsstudier i Sevilla 1951. Han anställdes på Sven Markelius arkitektkontor 1944, bedrev egen arkitektverksamhet från 1946 och var arkitekt på Scandiaconsult från 1960. Han var Sveriges representant på internationella arkitektkongresser och företog studieresor i Europa, USA, Mexiko och Afrika.

## Verk i urval

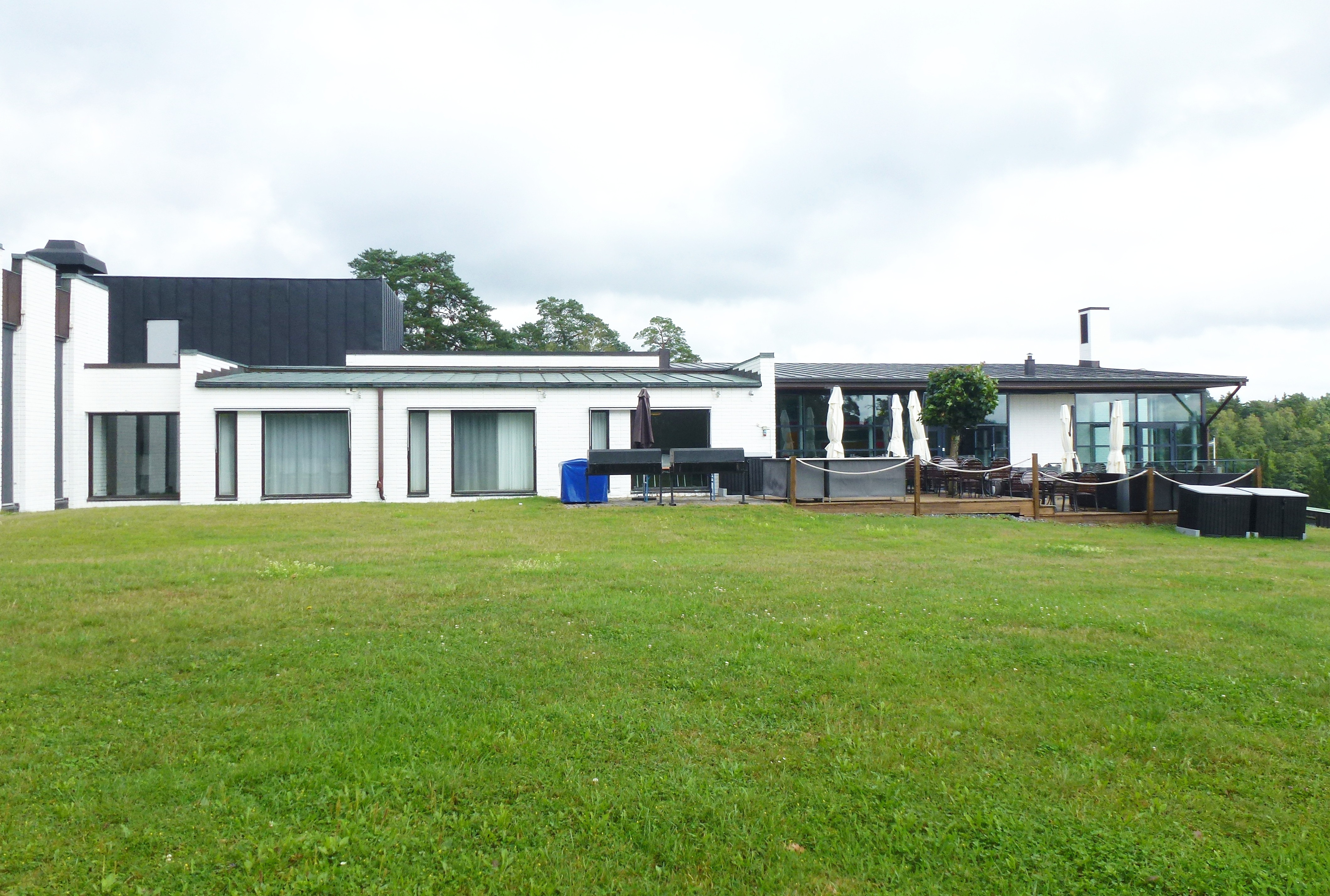
Del av TCO-skolan Bergendal, Sollentuna kommun, 2014.

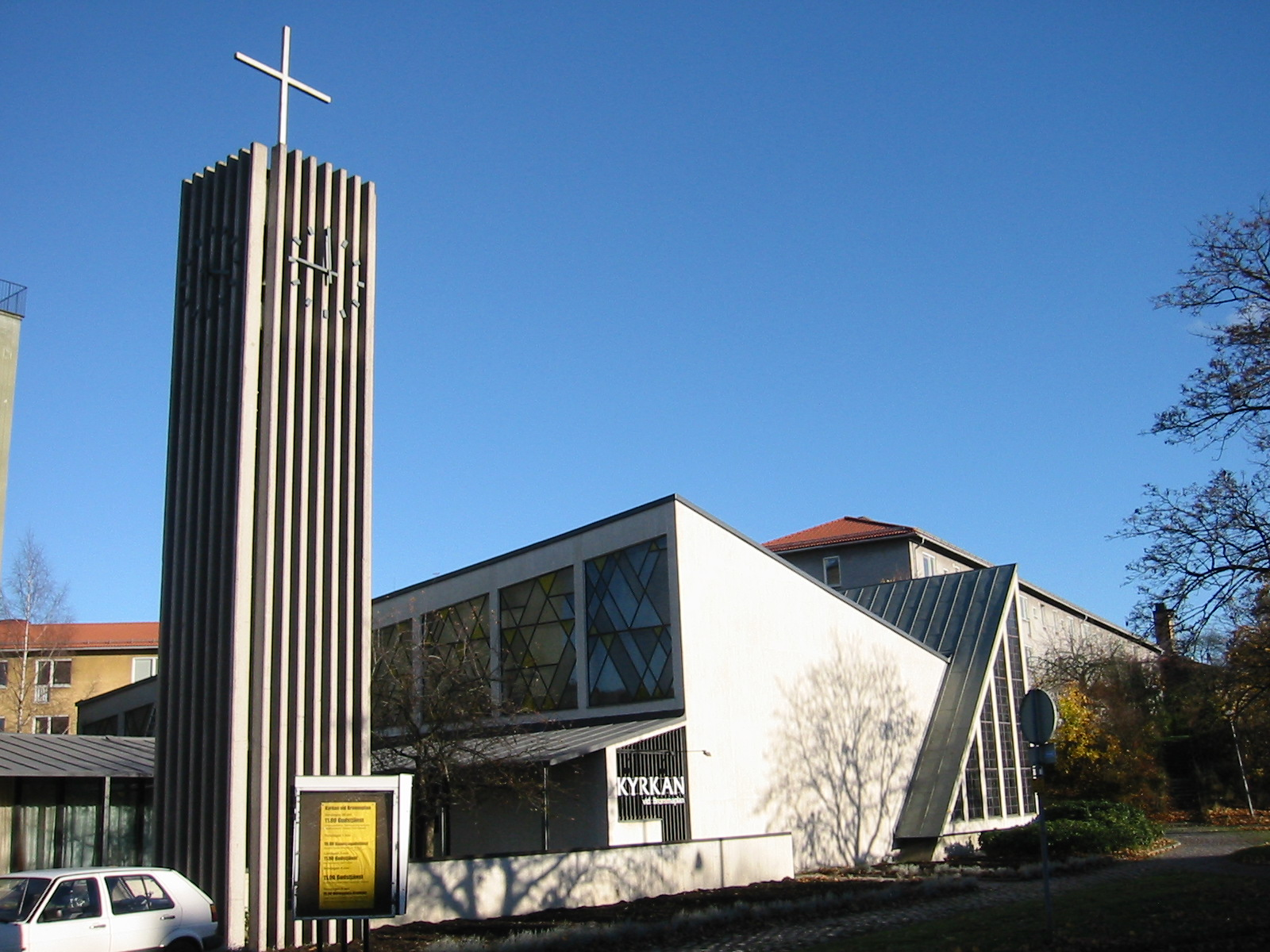
Bromma baptistcentrum

- Generalplan för Rydboholms slott, Österåkers kommun, Stockholms län (tillsammans med Harry Egler), 1947.
- Medborgarhus i Rydboholm, Österåkers kommun, Stockholms län, 1947-1948.
- Generalplan för Rydal, Marks kommun, Västra Götalands län, 1949.
- Stjärnhus i Rydal, Marks kommun, Västra Götalands län, 1949.
- Skolor, Stora Viskarhult, 1949.
- Dispositionsplaner för Stora Viskarhult, 1950.
- Rydboholms centrum 1951-1953.
- Villa, Le Dome Falandou, Frankrike, 1953.
- Ombyggnad av KFUM-hem, Wallinska gårdarna, kv Fågeln 1, Norrtälje, 1954.
- Ombyggnad av Betaniakyrkan, kv Bergsfallet 9, Stockholm.
- Flygvapenmuseum, Malmen, Linköping.
- Ombyggnad av Villa, Saltsjö Duvnäs 1:69, 1954.
- Villa, Käppala, Lidingö.
- Villa, Norrviken, Sollentuna, 1957.
- Villa, kv Rapphönan 1, Lidingö.
- Bromma baptistcentrum (kyrka, hotell, bank mm), kv Linnet 4, Brommaplan, Stockholm, 1955-1957.
- Svappavaara järnbruk, 1965.
- Personalbyggnad för LKAB, Kiruna, 1965.
- SLF jordbruksbank, Stockholm, 1966-1971.
- TCO-skolan Bergendal, Sollentuna, 1966-1973.
- Föreningsbankernas bank, Grev Turegatan 30, Stockholm, 1972-1974.
- Ombyggnad av kursgård Engelbrektstunet, Björhövda, 1984.

## Egna publikationer
- Byggmästaren 1947:16 sid 245, Rotterdam
- Byggmästaren 1948:6 sid 98, Ateljé Olle Olsson, Hagalund
- Byggmästaren 1948:6 sid 100, Villa Palmgren
- Byggmästaren 1948:8 sid 133, Uppsats om arkitektur
- Generalplan för Rydboholm inom Seglora och Kinnarumma socknar i Älvsborgs län, Stockholm 1948
- Byggmästaren 1952-A:7 sid 153, Förslag till konserthus för kammarmusik i Stockholm
- Byggmästaren 1958-A:10 sid 219, Kyrka vid Brommaplan
- Arkitektur 1965:7 sid 226, Personalbyggnad för LKAB i Kiruna
- Arkitektur 1967:9 sid 506, Svappavaara järngruva
- Arkitektur 1967:9 sid 511, Åttio ton
- Arkitektur 1970:2 sid 27, TCO-skolan Bergendal
- Luftpostens historia i Norden, Stockholm 1978